# Aloe altilinea
Aloe altilinea é uma espécie de liliopsida do gênero Aloe, pertencente à família Asphodelaceae.